# Parafia św. Mateusza Apostoła i św. Rocha w Starej Sobótce
Parafia św. Mateusza Apostoła i św. Rocha w Starej Sobótce – rzymskokatolicka parafia należąca do dekanatu Krośniewice w diecezji łowickiej.
Erygowana w 1446.
W latach 1905–1906 proboszczem parafii był o. Jan Maria Michał Kowalski, Minister Generalny Zgromadzenia Kapłanów Mariawitów. Wskutek konfliktu, jaki wywiązał się między hierarchią Kościoła rzymskokatolickiego a mariawitami, powstał niezależny od Rzymu Kościół Starokatolicki Mariawitów, którego zwierzchnikiem został ks. Kowalski. Na skutek carskiego nakazu mariawici byli zmuszeni opuścić kościół św. Mateusza w Starej Sobótce i pobudowali własny kościół, w sąsiedniej Nowej Sobótce.  Do dziś mariawici stanową znaczącą mniejszość wyznaniową na tym obszarze. Na terenie rzymskokatolickiej parafii w Starej Sobótce znajdują się dwie parafie mariawickie: pw. św. Mateusza Apostoła i Ewangelisty w Nowej Sobótce i pw. Przenajświętszego Sakramentu w Kadzidłowej.
Miejscowości należące do parafii: Aleksandrówek, Filipów, Jastrzębia, Kadzidłowa, Kotków, Ksawerów, Ksawerówek, Łubno, Nowa Sobótka, Odechów, Opiesin, Pokrzywnia, Rochów, Rochówek, Sobótka-Kolonia, Stara Sobótka, Wygorzele, Wymysłów.